# Leucocroton comosus
Leucocroton comosus är en törelväxtart som beskrevs av Ignatz Urban. Leucocroton comosus ingår i släktet Leucocroton och familjen törelväxter. Inga underarter finns listade i Catalogue of Life.